# بارولوندیا
بارولوندیا (به پرتغالی: Barrolândia) یک منطقهٔ مسکونی در برزیل است که در توکانتینس واقع شده‌است. بارولوندیا ۷۱۳ کیلومتر مربع مساحت و ۵٬۶۵۱ نفر جمعیت دارد.